# 兵庫町 (高松市)
兵庫町（ひょうごまち）は、香川県高松市中心部の町丁。郵便番号は760-0024。住居表示に関する法律に基づく住居表示は実施されていない。

## 地理
高松市役所より0.4km、高松市中心部の都心に位置し、高松中央商店街を成す兵庫町商店街（市道兵庫町西通町線及び市道片原町沖松島線）を挟んだ北側と南側を町域とする東西に長い両側町である。当町の全域を占める兵庫町商店街は東西に延びた全長約370mのアーケード付き自転車歩行者専用道路で買い物客や通行人が行き交うほか、かつて高松城下を中心とした五街道のうち、丸亀街道がこの道筋を経由しており、常磐橋（現・丸亀町ドームの北側）から当町を西進して丸亀へ延びていた。
2015年国勢調査による人口は146人（男70人/女76人）、世帯数は76世帯、面積は2万8040.55m2、人口密度は5206.7人/km2。公立小学校・中学校の校区は全域が新番丁小学校・紫雲中学校に属している。
町内における都市計画法に基づく用途地域は全域が商業地域で、容積率は中央通りを挟んだ東西の街区が600%、それ以東が500%、以西が400%である。

## 歴史
町名の由来は、地内に兵器庫（兵庫）があったことによる。高松城下でも古くからあったとみられる町の1つで、寛永17年城下町絵図には「兵庫かたはら町」とあり、片原町と同様外濠に面する片側だけの町であった。
1757年（宝暦7年）、高松藩は財政難の解消と産業発展の促進のために藩札（銀札）を発行するが、その際に正金銀と藩札との引換を行う札会所を当町に置いた。その隣に掛屋職が住まわせられ、毎日手代らとともに札会所に詰め引換業務がなされた。
1875年（明治8年）、前述の札会所跡に南新町の伏石屋鈴木伝五郎、丸亀町の奈良屋十河権三郎、南新町の三倉屋富山甚三郎など当時の有力商人たちが博文社を設立し、啓蒙運動の中核となった。同年、町内にある手習塾を基にして私立光訓小学校が設立され、丸亀町・古新町などの児童520名が通学した。翌年町村の公費運営となるが、1884年（明治17年）高松と隣接村を合わせて1学区となった段階で廃されたと推定される。1890年（明治23年）2月15日にはそれまで城下町各町の集合体であった高松の区域を以って市制を施行して高松市が成立し、兵庫町はその一部となった。文明開化を迎え、1895年（明治28年）4月の高松電灯設立に伴い、同年11月には四国初の電灯が当町と丸亀町に灯る。需要家数は294戸であった。1900年（明治33年）には外濠・堀川が埋め立てられ、1910年（明治43年）には堀川の埋立地に高松駅が完成した。1908年（明治41年）に広場～鬼無間に乗合馬車が開業。1917年（大正6年）には高松琴平電気鉄道市内線が開通し、広場に停車場ができた。ここで下車して兵庫町・片原町などの繁華街を散策する人が多くなり、広場界隈がにぎやかになった。太平洋戦争後、市内電車は廃止されたが、広場の四ツ辻を往来する人と車は一段と増加している。
1945年（昭和20年）7月4日未明にはアメリカ軍による無差別絨毯爆撃「高松空襲」を受け、町内全てが灰燼に帰した。空襲で壊滅的な被害を受けた高松市中心部では大部分で土地区画整理事業（戦災復興土地区画整理事業）が施行され、兵庫町でも第一工区一次として区画整理の対象となり、町内の多くの街路が拡張・改良された。この区画整理事業の完工となる換地処分公告は1958年（昭和33年）7月10日である。その翌日の7月11日を以って、当町の一部が西内町及び古新町へ編入され、同時に西新通町東部並びに丸亀町、古新町及び浜ノ丁の各一部を当町に編入した。

## 主要施設
掲載順は地番の順序による
- 高松書林
- 東横イン高松兵庫町
- 宗家くつわ堂
- 平安閣広場店
- 天勝 本店
- 労住協第25ビル 兵庫町マンション
- 北島眼科
- イオンバイク高松兵庫町店
- 高松東急イン
- 三井住友銀行高松支店
- はなまるうどん高松兵庫町店
- 香川銀行兵庫町支店 -　建替えのため2021年6月21日から2023年春（予定）まで本店営業部にブランチインブランチ（営業最終日は同月18日）。
- さぬき麺業兵庫町店
- ドコモショップ兵庫町店
- パチンコ・パーラーたまや兵庫町店